# James Runcie
James Robert Runcie, född 7 maj 1959 i Cambridge, England, är en brittisk författare, dokumentärfilmare, TV-producent och dramatiker. Han är kulturredaktör på BBC Radio 4, medlem av Royal Society of Literature och gästprofessor vid Bath Spa University. Han är mest känd som skapare av kriminalromanserien Morden i Grantchester (engelska: The Grantchester Mysteries), som är den litterära förlagan till TV-serien Grantchester.

## Biografi

### Uppväxt och utbildning
Runcie är son till den tidigare anglikanske ärkebiskopen av Canterbury Robert Runcie (1921–2000) och den klassiska pianisten Rosalind Runcie. Han studerade vid Dragon School i Oxford, Marlborough College och Trinity Hall vid universitetet i Cambridge. Han avlade examen vid Cambridge 1981 med engelska som huvudämne och studerade därefter en kort tid vid Bristol Old Vic Theatre School.

### Författarskap
Runcie är författare till romanerna Canvey Island (2006), The Discovery of Chocolate (2001), The Colour of Heaven (2003) och East Fortune (2009).
Den första romanen i Morden i Grantchester-serien publicerades på engelska 2012 och fick goda recensioner. Serien utspelas under 1950-talet och handlar om kyrkoherden i den lantliga byn Grantchester nära Cambridge, Sidney Chambers, som löser brott tillsammans med kriminalpolisen Geordie Keating. Sidney Chambers and the Shadow of Death (svenska: Dödens skugga) består av sex korta fristående detektivhistorier och inleder i sin tur en romanserie om sex böcker. Den andra romanen, Sidney Chambers and the Perils of the Night, publicerades 2013  och den tredje, Sidney Chambers and the Problem of Evil, publicerades 2014. Sidney Chambers and the Forgiveness of Sins kom 2015, följd av Sidney Chambers and the Dangers of Temptation 2016. Serien avslutades med Sidney Chambers and the Persistence of Love 2017, men en prequel, The Road to Grantchester, kom ut 2019. Denna prequel behandlar Sidney Chambers krigstjänstgöring i andra världskriget, hans beslut att bli präst och hans tid som pastorsadjunkt i det sönderbombade Coventry efter kriget.
Grantchesterromanerna har dramatiserats för ITV som TV-serien Grantchester (2014–). Den femte säsongen sändes första gången 2020.
Runcie skriver om livsstil, familj och litteratur i flera brittiska tidningar.

### Mediaproducent och regissör
Runcie har arbetat för BBC Scotland som manusförfattare och regissör av radiodramer från 1983 till 1985, med verk som Fröken Julie, The White Devil, Men Should Weep och A Private Grief. 
Under senare år har Runcie varit producent för olika program inom BBC:s kultursegment. Han är frilansande dokumentärfilmregissör och har producerat dokumentärer om bland andra författarna Hilary Mantel, J.K. Rowling och J.G. Ballard, samt filmen My Father om sin far Robert Runcie och serien How Buildings Learn. Han har arbetat för BBC, ITV och Channel 4, och med programledare som David Starkey, Griff Rhys Jones, Andrew Motion, Alain de Botton och Simon Schama.
År 2009 utnämndes han till konstnärlig ledare för Bath Literature Festival och behöll posten till 2013, då han istället blev chef för litteratur och spoken word vid Southbank Centre i London.

### Privatliv
Runcie gifte sig 1985 med teaterregissören och radioteaterproducenten Marilyn Imrie. Deras gemensamma dotter, Charlotte Runcie (född 1989), är litteratur-, radio- och TV-kritiker på tidningen Daily Telegraph. Imries dotter från ett tidigare förhållande, Rosie Kellagher, är frilansande teaterregissör.